# آنا مورغان
آنا مورغان (بالإنجليزية: Anna Morgan)‏ هي مربية أمريكية، ولدت في 24 فبراير 1851 في نيويورك في الولايات المتحدة، وتوفيت في 1936.